# Caroline Quéroli
Caroline Quéroli, född 5 juni 1998, är en fransk fäktare som tävlar i sabel.

## Karriär
Vid världsmästerskapen i fäktning 2023 i Milano tog Quéroli silver tillsammans med Sara Balzer, Manon Brunet och Margaux Rifkiss i lagtävlingen i sabel.